# Apple ProDOS
ProDOS, ou Professional Disk Operating System, foi um sistema operacional desenvolvido pela  Apple Computer, Inc para os computadores da família Apple II. A versão original (renomeada para ProDOS 8 a partir da versão 1.2) foi distribuída de 1983 a 1993. O ProDOS 16 funcionava apenas no Apple IIGS, sendo substituído dois anos depois pelo GS/OS, que usava o mesmo sistema do Apple ProDOS 16, mas com as características do Macintosh System 5. O ProDOS tornou-se o sistema mais popular do Apple II em apenas dez meses após seu lançamento, em 1º de agosto de 1983.

## Versões

### 8-Bit[1]
- ProDOS 1.0 (1º ago 1983)
- ProDOS 1.0.1 (1 jan 1984)
- ProDOS 1.0.2 (15 fev 1984)
- ProDOS 1.1 (17 ago 1984)
- ProDOS 1.1.1 (18 set 1984)
- ProDOS 8 1.2 (6 set 1986)
- ProDOS 8 1.3 (2 dez 1986)
- ProDOS 8 1.4 (17 abr 1987)
- ProDOS 8 1.5 (2 abr 1988)
- ProDOS 8 1.6 (14 jun 1988)
- ProDOS 8 1.7 (8 ago 1988)
- ProDOS 8 1.8 (23 mai 1989)
- ProDOS 8 1.9 (16 jul 1990)
- ProDOS 8 2.0 (22 jan 1992)
- ProDOS 8 2.0.1 (4 mar 1992)
- ProDOS 8 2.0.2 (2 nov 1992)
- ProDOS 8 2.0.3 (6 mai 1993)
- ProDOS 8 2.4 (16 ago 2016)
- ProDOS 8 2.4.1 (16 ago 2016)
- ProDOS 8 2.4.2 (18 jan 2018)
- ProDOS 8 2.4.3 (30 dec 2023)

### 16-Bit[2]
- ProDOS 16 1.0 (6 set 1986)
- ProDOS 16 1.1 (2 dez 1986)
- ProDOS 16 1.2
- ProDOS 16 1.3 (1º mai 1987)
- ProDOS 16 1.6 (14 jun 1988)

## Última atualização
- ProDOS 8 2.4.2
  - Correção de bugs e atualizações. Substitui o ProDOS 8 2.4 e o ProDOS 8 2.4.1 (anteriores).

A última versão oficial do ProDOS 8 foi a 2.0.3, liberada em 6 de maio de 1993. As versões 2.4 e superiores não são oficiais. Elas foram desenvolvidas pelo programador John Brooks, que liberou a versão 2.4 em 15 de setembro de 2016, no 30º aniversário de introdução do Apple IIgs.
Originalmente, o ProDOS não incluía suporte para o Apple II e Apple II+, no entanto, esta versão adicionou suporte para esses modelos, tornando-se a primeira versão do ProDOS capaz de ser executado em TODAS as variantes do Apple II.
As versões de John Brooks incluem o programa Bitsy Bye, um gerenciador de arquivos orientado por menus que permite a navegação por arquivos em várias unidades de disquete.